# Autostrăzi în România

Autostrăzi din România în iulie 2025.

Autostrăzile din România sunt drumuri de mare viteză, având cele două sensuri de circulație separate între ele. Conform legislației din 2012, drumurile de mare viteză sunt de două tipuri diferite: Autostrăzi (A) și Drumuri expres (DEx), urmate de un număr.
Autostrăzile din România sunt drumuri cu două sensuri de circulație, separate pe verticală și cu acces controlat, concepute pentru viteze mari. Există două tipuri: autostrăzi și drumuri expres, diferența principală fiind că autostrăzile au benzi de urgență și drumuri mai largi. Limita legală de viteză pe autostrăzi este de 130 km/h, în timp ce pe drumurile expres limita este de 120 km/h. Nu există drumuri cu taxă de trecere, dar este necesară o rovinietă pentru drum. 
Primele lucrări de construcție au început în 1967, iar primul segment de autostradă a fost deschis în 1972. Totuși, extinderea rețelei de drumuri rapide a întârziat până după aderarea la UE în 2007, când utilizarea îmbunătățită a fondurilor alocate de UE a permis României să accelereze extinderea rețelei sale de autostrăzi. 
Doar A2 și A10 sunt finalizate, în timp ce A1 este aproape completă, toate secțiunile rămase fiind în prezent în construcție. A3 are cinci segmente care sunt deja în uz, iar majoritatea celorlalte sunt în diferite etape de construcție sau licitație. A4, A6, A7 și A11 au în prezent doar segmente mici în utilizare. DEx12 a fost primul drum expres deschis în 2022. Contractele de construcție pentru întreaga A0 și o parte din A7, A8 și A13 sunt în diverse etape de execuție sau licitație. 
În data de 31 iulie 2025, România avea 1329 de kilometri de autostrăzi și drumuri expres și 724 de kilometri în execuție. Autostrăzile sunt construite și administrate de Compania Națională de Administrare a Infrastructurii Rutiere (CNAIR).

## Legislație
Din 2012, după noile modificările legislative, drumurile de mare viteză din România sunt împărțite în două categorii: Autostrăzi și Drumuri expres. Autostrăzile sunt identificate prin litera A, urmată de un număr, în timp ce drumurile expres sunt identificate prin prescurtarea DEx, urmată, de asemenea, de un număr.
Orice proprietar de autovehicul care folosește o autostradă (A), un drum expres (DEx) sau un drum național (DN), în România, trebuie să cumpere o vinietă (rovinietă) de la oricare dintre stațiile de alimentare principale sau de la orice oficiu poștal din țară.
Principalele diferențe, între cele două tipuri de drum de mare viteză, sunt:
- Autostrăzile (A) se deosebesc prin faptul că dispun de o bandă de urgență pe fiecare sens de circulație, cu o lățime de 3 metri, iar benzile de rulare sunt mai late, având 3,75 metri. De asemenea, viteza maximă permisă pe autostrăzi este de 130 km/h (redusă la 80 km/h în condiții meteo nefavorabile). În general, studiile de fezabilitate pentru autostrăzi prevăd o viteză minimă de proiectare de 100 km/h.

- Drumurile expres (DEx), în schimb, nu au bandă de urgență. În locul acesteia există doar o zonă îngustă de pietriș de 1,5 metri, adiacentă unei margini asfaltate de 0,5 metri. În zonele montane, drumurile expres pot să nu dispună de benzi de accelerare și decelerare. Limita maximă de viteză este de 120 km/h, iar viteza minimă de proiectare este, de regulă, 80 km/h.

### Indicatoare de circulație
Indicatoarele pentru denumirea unei autostrăzi sunt formate din litera A, ce e urmată de un număr distinctiv al acesteia. Unele autostrăzi care se suprapun cu drumuri europene, au suplimentar și indicatoare de drum European (E60, E58 etc.). Toate indicatoarele de autostradă în România sunt conform Convenției de la Viena, pe fond verde.

Autostradă
Sfârșit de autostradă
Autostrada A1
Autostrada A3
Drum European
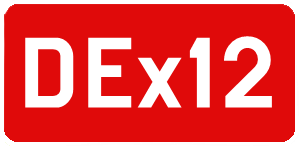
Drumul expres DEx12

## Autostrăzi și drumuri expres date integral în folosință
Următoarele autostrăzi și drumuri expres au fost date în folosință pe întreaga lungime a lor:
| Denumirea autostrăzii | Rută                                               | Lungime [km] | Deschideri |
| --------------------- | -------------------------------------------------- | ------------ | --- |
| Autostrada Soarelui   | București - Constanța                              | 202 km       | București - Cernavodă (1987, 2004, 2007); Cernavodă - Medgidia (iulie–noiembrie 2012); Medgidia - Constanța (2011–2012). |
| Autostrada A10        | Sebeș - Turda                                      | 70 km        | Turda - Aiud, însumând 29 km, a fost finalizat în 2018. Alba Iulia Nord – Sebeș a fost deschis parțial circulației în 2020, finalizat în noiembrie 2021. Ultimul segment din Aiud – Alba Iulia Nord a fost dat complet în circulație în 2022. |
| Autostrada A11        | Centura Arad                                       | 3,5 km       | În master planul general de transport este plănuită continuarea autostrăzii până la Oradea cu un drum transregio care va face legătura între A1 și A3. |
| DEx4                  | Drumul expres Autostrada A3 (Turda) – DN1 (Tureni) | 4,95 km      | Deschis în 10 iulie 2025 Constructor: Asocierea DIMEX-2000 COMPANY SRL – OBRAS PUBLICAS Y REGADIOS SA – OPR ASFALT SRL – AUTOTEHNOROM SRL – CON-A OPERATIONS SRL |
| DEx12                 | Intersecție cu A1 la Pitești – Slatina – Craiova   | 121 km       | Prima parte a tronsonului 2 (18,5 km) a fost dată în folosință pe 21 aprilie 2022. iar restul (21,35 km) a fost dat in folosinta pe 28 iulie 2022. Tronsonul 3 (31,75 km) a fost dată în folosință pe 23 decembrie 2023. Tronsonul 1 (17,7 km) a fost dat în folosință pe 29 noiembrie 2024. Tronsonul 4 - Colonești - Oarja - Pitești (31,82 km, executat de UMB) a fost inaugurat complet la 31.07.2025 |
| DEx16                 | Drumul expres Centura Oradea - Autostrada A3       | 13 km        | Lungimea este de 18,96 km din care 13 km, profil de drum expres, restul drum național cu 2 benzi pe sens. Deschis traficului joi, 28.03.2024. |

## Autostrăzi în lucru
| Denumirea autostrăzii        | Rută proiectată | Kilometri planificați / finalizați (km) | Deschideri/Rută în lucru |
| ---------------------------- | --- | --------------------------------------- | --- |
| Autostrada Bucureștiului     | Centura București | 100,76 / 70 (70 %)                      | Secțiunea Nord: - Lot 1 - DJ601 - Corbeanca/DN1 (17,5 km). Constructor: Asocierea Impresa Pizzarotti & C SpA Italia S.p.A. – Retter Projectmanagement SRL - Lot 2 - DN1/Corbeanca - DN2/Afumați (19 km). Finalizat, dat in trafic complet in decembrie 2024. Constructor: ASOCIEREA S.C. SA&PE CONSTRUCT S.R.L. - S.C. SPEDITION UMB S.R.L. - S.C. TEHNOSTRADE S.R.L. - Lot 3 - DN2/Afumați - DN3/Pantelimon (8,6 km). În execuție. Primii 2 km dati in trafic in decembrie 2024. Constructor: China Civil Engineering Construction Corporation. - Lot 4 - DN3/Pantelimon A2 (4,47 km). În execuție. Constructor: ASOCIEREA S.C. SA&PE CONSTRUCT S.R.L. - S.C. SPEDITION UMB S.R.L. - S.C. TEHNOSTRADE S.R.L. Secțiune Sud: - Lot 1: Glina/A2 - Vidra (17 km). Finalizat. Constructor: Alsim Alarko Sanayi Tesisleri ve Ticaret AS - Lot 2: Vidra - Bragadiru (16,3 km). Finalizat. Constructor: Alsim Alarko Sanayi Tesisleri ve Ticaret AS - Lot 3: Bragadiru - Joița (18 km). Finalizat 30 iunie 2025. Constructor: Aktor Technical Societe Anonyme (Aktor SA) - Euro Construct Trading 98 SRL |
| Autostrada A1                | București – Pitești – Sibiu – Deva – Timișoara – Arad – Nădlac ⇒ Ungaria-                                                           | 558 / 487 (87%)                         | Secțiunile: București – Curtea de Argeș (140 km), Boița – Holdea (187 km), Margina – Nădlac (159 km) sunt operabile. - între Lugoj și Deva (lotul II, între Margina și Holdea) Constructor: Asocierea S.C. SPEDITION UMB S.R.L. – S.C. TEHNOSTRADE S.R.L. – S.C. SA & PE CONSTRUCT S.R.L. – EURO-ASFALT d.o.o. În execuție. Pe tronsonul Sibiu–Pitești: - Lot 1 - Constructor: Porr Construct SRL. Dat în folosință pe 15 decembrie 2022. - Lot 2 - A fost semnat contractul de proiectare și execuție cu asocierea de firme turcești Mapa İnşaat⁠(d)-Cengiz İnşaat⁠(d) în februarie 2022 - Lot 3 - Au fost desemnați câștigători asocierea Webuild (Astaldi) - Trancard în mai 2022 - Lot 4 - A fost semnat contractul de proiectare și execuție cu PORR Construct SRL în noiembrie 2021. Stadiu fizic ~74 % (mai 2025) - Lot 5 - Finalizat în iunie 2025 de către constructorul Webuild și deschis traficului în două etape (primii 16 km pe 13 decembrie 2024, restul pe 11 iunie 2025). |
| Autostrada A3 (Transilvania) | București – Ploiești – Brașov – Sighișoara – Târgu Mureș – Cluj – Zalău – Oradea – Borș ⇒ Ungaria                                   | 603 / 203,44 (33,70%)                   | Sunt operabile secțiunile București – Ploiești (65,19 km), Râșnov – Cristian (6,3 km), Târgu Mureș – Nădășelu (113,05 km), Nușfalău – Suplacu de Barcău (13,55 km) și Biharia – Borș (5,35 km) care se leagă de autostrada M4 din Ungaria. Sunt în construcție secțiunile Nădășelu – Mihăești – Zimbor (30,06 km) & Zimbor – Poarta Sălajului (12,24 km). Secțiunea Chiribiș – Biharia (28,55 km) - Constructor: Asocierea PRECON TRANSILVANIA SRL– CITADINA 98 SA Secțiunea Suplacu de Barcău – Chiribiș (26,35 km) - Constructor: CONSTRUCȚII ERBAȘU SA Secțiunea Poarta Sălajului – Zalău – Nușfalău (41 km inclusiv Tunelul Meseș) - Constructor: Asocierea MAKYOL INSAAT SANAYI TURIZM VE TICARET AS – OZALTIN INSAAT TICARET VE SANAYI AS Secțiunea Ploiești – Brașov (97,3 km) în curs elaborare studiul de fezabilitate. |
| Autostrada A4                | Ovidiu - Agigea | 21,8                                    | Denumită și Centura Constanța. În viitor, în master planul general de transport figurează ideea de prelungire a ei de la Ovidiu spre Tulcea cu drumul expres Dobrogea; spre sud, studiul de fezabilitate pentru o extensie la nivel de drum expres este în curs de evaluare a ofertelor; ea urmează a ocoli orașul Techirghiol și a se termina în DN39 în comuna 23 August. |
| Autostrada A6                | Balinț - Lugoj | 10,5                                    | Centura Lugoj; face legătura dintre Lugoj și A1 (2013); face parte din Coridorul Pan-European 4. În master planul general de transport este plănuită continuarea ei cu un drum expres care să ducă la Craiova. |
| Autostrada A7 (Moldova)      | Pornind din A3 la Ploiești – Buzău – Focșani – Bacău – Pașcani - Suceava - Siret ⇒ 🇺🇦 Ucraina                                       | 437 / 122,94 (27,39%)                   | Centura Bacăului (16,3 km) a fost deschisă pe 2 decembrie 2020. Zona din jurul orașului Focșani, Mândrești-Munteni - Focșani Nord (10,94 km) a fost dată în funcțiune pe 7 noiembrie 2024. Secțiunea Dumbrava (A3 / 16 Km de Ploiești) - Buzău (63,250 km): - Lot 1 Dumbrava (A3) - Mizil (21,00 km) - Constructor: Asocierea Impressa Pizzarotti & C SPA - Pizzarotti SA - Retter Project Management SRL. Dat in trafic pe data de 23 decembrie 2024. - Lot 2 Mizil - Pietrosu (28,35 km) - Constructor: Asocierea SC Coni SRL - Trace Group Hold PLC. În execuție. Stadiu fizic ~97% (octombrie 2024) - Lot 3 Pietrosu - Buzău (13,90 km) - Constructor: Asocierea Nurol Inșaat Ve Ticaret A.S. - Makyol Insaat Sanayi Turizm Ve Ticaret A.S. În execuție. Stadiu fizic ~21% (octombrie 2024) Secțiunea Buzău - Focșani (82,44 km): - Lot 1 Buzău - Vadu Pașii (4,60 km) - Constructor: Asocierea SA & PE CONSTRUCT SRL – SPEDITION UMB SRL – TEHNOSTRADE SRL. Finalizat în iulie 2025. - Lot 2 Vadu Pașii - Râmnicu Sărat (30,80 km) - Constructor: Asocierea SC SA & PE CONSTRUCT SRL – S.C. SPEDITION UMB S.R.L. – S.C. TEHNOSTRADE S.R.L. – S.C. INTERTRANSCOM IMPEX S.R.L. Finalizat pe 20 noiembrie 2024. - Lot 3 Râmnicu Sărat - Mândrești-Munteni (36,10 km) - Constructor: Asocierea SC SA & PE CONSTRUCT SRL – S.C. SPEDITION UMB S.R.L. – S.C. TEHNOSTRADE S.R.L. – S.C. INTERTRANSCOM IMPEX S.R.L. Dat in trafic pe data de 20 decembrie 2024. - Lot 4 Mândrești-Munteni - Focșani Nord (10,94 km) - Constructor: Asocierea SA & PE CONSTRUCT SRL – SPEDITION UMB SRL – TEHNOSTRADE SRL. Autostrada propriu-zisă deschisă pe 7 noiembrie 2024. Drumul de legătură cu DN2D încă în lucru. Secțiunea Focșani - Bacău (96,052 km): - Lot 1 Focșani Nord - Domnești-Târg (35,60 km) - Constructor: Asocierea SA & PE CONSTRUCT SRL – SPEDITION UMB SRL – TEHNOSTRADE SRL. În execuție - Lot 2 Domnești-Târg - Răcăciuni (38,78 km) - Constructor: Asocierea SA & PE CONSTRUCT SRL – SPEDITION UMB SRL – TEHNOSTRADE SRL. În execuție - Lot 3 Răcăciuni - Bacău (21,52 km) - Constructor: Asocierea SA & PE CONSTRUCT SRL – SPEDITION UMB SRL – TEHNOSTRADE SRL. În execuție Secțiunea Săucești (Bacău) - Pașcani (77,38 km): - Lot 1 Săucești (Bacău) - Trifești (30,30 km) - Constructor: Asocierea SA & PE CONSTRUCT SRL – SPEDITION UMB SRL – TEHNOSTRADE SRL. În execuție - Lot 2 Trifești - Gherăești (18,99 km) - Constructor: Asocierea SA & PE CONSTRUCT SRL – SPEDITION UMB SRL – TEHNOSTRADE SRL. În execuție - Lot 3 Mircești - Pașcani (28,09 km) - Constructor: Asocierea SA & PE CONSTRUCT SRL – SPEDITION UMB SRL – TEHNOSTRADE SRL. În execuție Secțiunea Pașcani - Suceava (61,97 km): - Lot 1 Pașcani - Roșcani (33,00 km) - În curs de licitare - Lot 2 Roșcani - Suceava (28,97 km) - În curs de licitare Secțiunea Suceava - Siret (58,991 km) - În curs de finalizare studiu de fezabilitate. |
| Autostrada A8 (Unirii)       | Târgu Mureș (intersecție cu A3) - Târgu Neamț Pașcani - Iași ⇒ Republica Moldova                                                    | 318 / 0                                 | Secțiunea I: Târgu Mureș (intersecție cu A3) - Miercurea Nirajului (24,40 km) - Constructor: NUROL INSAAT VE TICARET A.S. Secțiunea II - Sectorul Montan: Miercurea Nirajului - Vânători-Neamț (Leghin) (159 km) - Lot 1b Miercurea Nirajului - Sărățeni (23 km) - Constructor: Asocierea ÖZALTIN İNSAAT TICARE VE SANAYI ANONIM SIRKETI – INFRAVIS S.R.L. - Lot 1c Sărățeni - Joseni (32 km) - În curs de licitare - Lot 1d Joseni - Ditrău (15 km) - În curs de licitare - Lot 2a Ditrău - Grințieș (37 km) - Constructor: Asocierea SA&PE CONSTRUCT - TEHNOSTRADE S.R.L. - EURO ASFALT - SPEDITION UMB - Lot 2b Grințieș - Pipirig (35 km) - În curs de licitare - Lot 2c Pipirig - Vânători-Neamț (Leghin) (17 km) - Constructor: Asocierea SA&PE CONSTRUCT SRL - SPEDITION UMB SRL - TEHNOSTRADE SRL - EURO ASFALT doo Secțiunea III: Leghin - Târgu Neamț (29,91 km) - Constructor: Asocierea SA&PE CONSTRUCT S.R.L. – SPEDITION UMB S.R.L. – TEHNOSTRADE S.R.L. Secțiunea Târgu Neamț – Iași – Ungheni → Moldova (89 km) - Tronsonul 1 Târgu Neamț - Târgu Frumos (27 km) - În curs de licitare - Tronsonul 2 Târgu Frumos - Lețcani (28,6 km) - În curs de licitare - Tronsonul 3 Lețcani - Iași (17,7 km) - În curs de licitare - Tronsonul 4 Iași - Golăiești (12,7 km) - În curs de licitare - Tronsonul 5 Golăiești - Pod Ungheni (2,77 km) - În curs de licitare |
| Autostrada A13               | Sibiu - Făgăraș - Brașov - Târgu Secuiesc - Onești - A7 - Brașov - Sfântu Gheorghe - Miercurea Ciuc - Gheorgheni - Toplița - Reghin | 280 / 0 (0%) 200 / 91,24 (55%)          | Pe tronsonul Sibiu–Făgăraș (67,04 km): - Lot 1 Boița - Mârșa/Avrig (14,25 km) - Constructor: MAKYOL INSAAT SANAYI TURIZM VE TICARET A.S. - Lot 2 Mârșa/Avrig - Arpașu de Jos (19,92 km) - Constructor: MAKYOL INSAAT SANAYI TURIZM VE TICARET A.S. - Lot 3 Arpașu de Jos - Sâmbăta de Sus (16,61 km) - Constructor: MAKYOL INSAAT SANAYI TURIZM VE TICARET A.S. - Lot 4 Sâmbăta de Sus - Făgăraș (16,26 km) - Constructor: MAKYOL INSAAT SANAYI TURIZM VE TICARET A.S. Făgăraș - Brașov (48,41 km) Completare studiu de fezabilitate și proiect tehnic. Brașov - Bacău (162.707 km): În curs de reliciare completare studiu de fezabilitate, contractul anterior fiind reziliat in 2022. |
| DEx6                         | Drumul expres Brăila – Galați | 10,7 / 0 (90%)                          | În execuție (stadiul lucrărilor fiind de 90% gata, in iulie 2025). Constructor: Asocierea SA&PE Construct SRL - Spedition UMB SRL - Tehnostrade SRL |

## Autostrăzi și drumuri rapide planificate
| Denumirea autostrăzii            | Rută                                                        | Kilometri planificați / finalizați (km) | Motivație, planuri |
| -------------------------------- | ----------------------------------------------------------- | --------------------------------------- | --- |
| Autostrada A9 (Banat)            | Timișoara - Moravița >> Serbia                              | 92 / 0                                  | În pregătire fază proiectare (SF, PT). Mai 2022 -Termen Finalizare Proiectare                                                                                |
| Autostrada A14 / DX14 (Nordului) | Botoșani - Suceava - Bistrita - Dej - Baia Mare - Satu Mare | 335 / 0                                 | In curs de proiectare. |
| DX Basarabia                     | A7 - Tecuci - Bârlad                                        | 160 / 0                                 | În curs elaborare Studiu de Fezabilitate și Proiect Tehnic de Executie pentru Drum Expres de la Tișița (la nord de Focșani) și până la Vama Albița.          |
| DX (Dobrogea)                    | Brăila - Tulcea - Constanța - Mangalia                      | 269,9 / 22,20                           | Centura Constanța A4 (22,20 km) este în folosință. Brăila - Constanța (187,7 km) și Agigea - Vama Veche (60,0 km) sunt drumuri expres în curs de proiectare. |
| DX (Muntenia)                    | Buzau - Braila                                              | 109 / 0                                 | În curs elaborare Studiu de Fezabilitate și Proiect Tehnic de Executie pentru Drum Expres Buzău- Brăila.                                                     |
| DX Neamț                         | Bacău - Piatra Neamț                                        | 61 / 0                                  | În curs elaborare Studiu de Fezabilitate și Proiect Tehnic de Execuție pentru Drum Expres Bacău - Piatra Neamț.                                              |
| DX Târgu Jiu                     | Craiova - Târgu Jiu                                         | 100 / 0                                 | În curs elaborare Studiu de Fezabilitate și Proiect Tehnic de Execuție pentru Drum Expres Craiova - Târgu Jiu.                                               |
| DX Valahia                       | București - Târgoviște                                      | 60? / 0                                 | În curs licitare pentru realizarea studiului de fezabilitate.                                                                                                |

## Tarife de utilizare

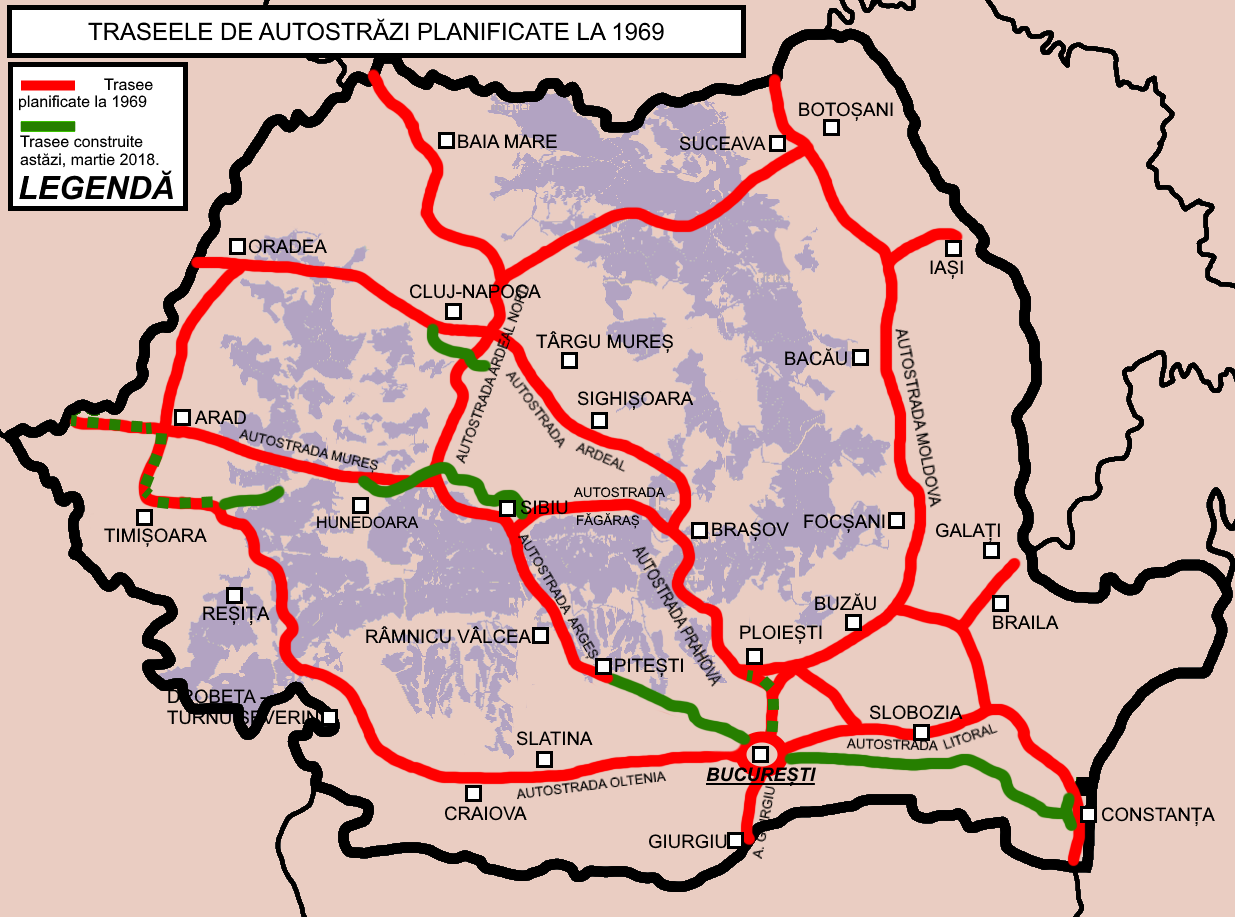
Cu roșu sunt traseele de autostrăzi planificate în 1969 și cu verde cele construite la momentul actual - 23 martie 2018.

Pentru autostrăzile și drumurile naționale din România, dreptul de circulație se plătește în orice subunitate CNAIR sau în mai multe benzinării și firme distribuitoare, inclusiv la unele care practică comerțul online.
Sumele provenite din despăgubiri se fac venituri extrabugetare ale Companiei Naționale de Autostrăzi și Drumuri Naționale din România (CNADNR) și reprezintă o sumă egală cu tariful pe un an, în funcție de tipul vehiculului folosit fără a deține rovinieta valabilă.
Amenzile vor fi între 250 lei și 500 de lei pentru autoturisme, între 750 lei și 1.200 lei pentru vehiculele cu masa maximă de 3,5 tone și poate merge până la 4.500 de lei pentru camioanele cu masa de minim 12 tone și patru axe.

## Kilometri deschiși pe an

Situația actuală a autostrăzilor și drumurilor expres din România
finalizate
in lucru
in licitatie
cu aviz de mediu
Planificate

| An                 | 1972 | 1987 | 2004 | 2007 | 2009 | 2010 | 2011 | 2012 | 2013 | 2014 | 2015 | 2016 | 2017 | 2018 | 2019 | 2020 | 2021 | 2022 | 2023 | 2024 | 2025 |
| ------------------ | ---- | ---- | ---- | ---- | ---- | ---- | ---- | ---- | ---- | ---- | ---- | ---- | ---- | ---- | ---- | ---- | ---- | ---- | ---- | ---- | ---- |
| Kilometri deschiși | 96   | 17   | 97   | 51   | 42   | 27   | 68   | 101  | 108  | 71   | 32   | 22   | 18   | 56   | 43   | 60   | 29   | 53   | 80   | 201  | 54   |
| Kilometri total    | 96   | 113  | 210  | 261  | 303  | 330  | 398  | 499  | 607  | 678  | 710  | 732  | 750  | 806  | 849  | 912  | 941  | 994  | 1074 | 1275 | 1329 |

     finalizate
     in lucru
     in licitatie
     cu aviz de mediu
     Planificate
1. ↑  32 de kilometri inaugurați în 2015, fără lotul 3 al A1 din tronsonul Sibiu - Orăștie
2. ↑  22 de kilometri inaugurați în 2016, prin redeschiderea lotului 3 al A1 din Sibiu - Orăștie.

## Următoarele deschideri de autostrăzi
Atât membri ai CNAIR, cât și politicieni anunță frecvent termene de deschidere a diferitelor tronsoane de autostrăzi. Adesea, acestea sunt eronate și nebazate pe realitate sau pe informații pertinente de pe șantier. Următoarele sunt niște estimări ale Asociației Pro Infrastructura, care se ocupă cu monitorizarea proiectelor de infrastructură din România, deține informații la zi și ale cărei estimări au fost în mod repetat confirmate.
| Autostradă       | Tronson                     | Număr kilometri | Constructor   | Dată estimată CNAIR | Estimări ale Asociației Pro Infrastructura |
| ---------------- | --------------------------- | --------------- | ------------- | ------------------- | ------------------------------------------ |
| A0 Secțiune Nord | Lot 1: Ciorogârla - Otopeni | 17,5 km         | Pizzarotti    | Anul 2026           | Anul 2026                                  |
| A3               | Nădășelu – Zimbor           | 30,06 km        | UMB Spedition | Anul 2025           | Anul 2025                                  |
| A3               | Zimbor – Poarta Sălajului   | 12,24 km        | UMB Spedition | Anul 2025           | Anul 2025                                  |